# تاروولو
تاروولو (ترکی آذربایجانی: Tarovlu) یک منطقهٔ مسکونی در جمهوری آرتساخ است که در استان کاشاتاق واقع شده‌است.